# Liste de ponts de Corée du Nord
Cette liste de ponts de la Corée du Nord a pour vocation de présenter une liste de ponts remarquables de la Corée du Nord, tant par leurs caractéristiques dimensionnelles, que par leur intérêt architectural ou historique.

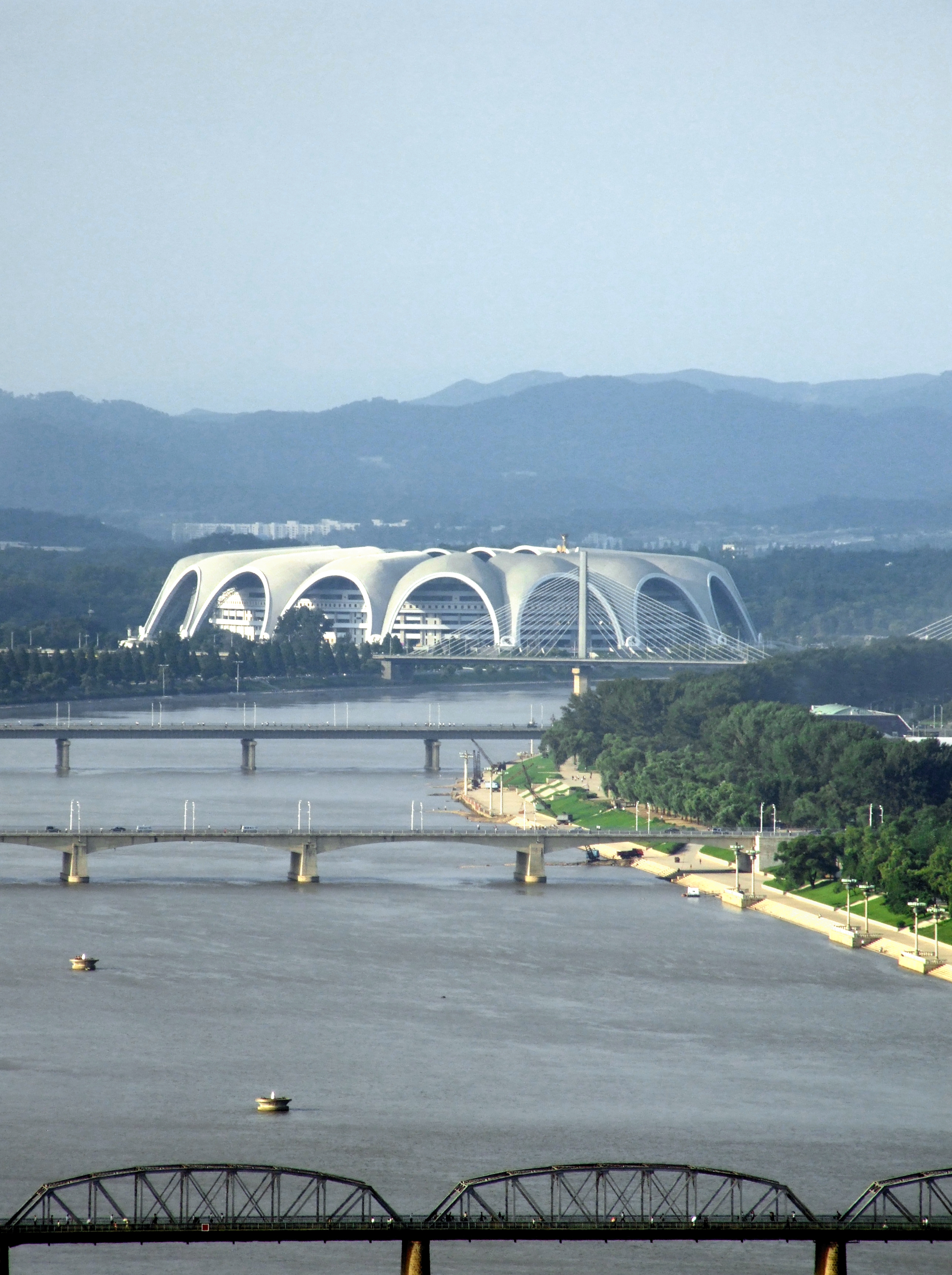
Les ponts de Pyongyang et le stade du Premier-Mai.

La catégorie lien donne la classification de l'ouvrage parmi ceux présentés et propose un lien vers la fiche technique du pont sur le site Structurae, base de données et galerie internationale d'ouvrages d'art. La liste peut être triée selon les différentes entrées du tableau pour voir ainsi les ponts en arc ou les ouvrages les plus récents par exemple.
Les colonnes portée et longueur, exprimées en mètres indiquent respectivement la distance entre les pylônes de la travée principale et la longueur totale de l'ouvrage, viaducs d'accès compris.

## Ponts présentant un intérêt historique ou architectural
|  |   | Nom                            | Coréen              | Distinction                            | Long. | Type             | Voie portée Voie franchie | Date | Localisation                                        | Province                      | Ref.             |
|  | - | ------------------------------ | ------------------- | -------------------------------------- | ----- | ---------------- | ------------------------- | ---- | --------------------------------------------------- | ----------------------------- | ---------------- |
|  | 1 | Pont de Sinuiju démoli en 1950 | 압록강 단교         | Frontière Chine - Corée du Nord        |       | Treillis Acier   | Yalou                     | 1911 | Sinuiju - Dandong 40° 06′ 53,5″ N, 124° 23′ 29,4″ E | Pyongan du Nord Chine         |                  |
|  | 2 | Pont de Tumen                  | 도문대교            | Frontière Chine - Corée du Nord        | 515   | Poutres Acier    | Tumen                     | 1941 | Onsŏng - Tumen 42° 57′ 17,4″ N, 129° 51′ 00,7″ E    | Hamgyong du Nord Chine        |                  |
|  | 3 | Pont de l'amitié sino-coréenne | 조중우의교          | Frontière Chine - Corée du Nord        | 941   | Cantilever Acier | Yalou                     | 1943 | Sinuiju - Dandong 40° 06′ 54,1″ N, 124° 23′ 33,2″ E | Pyongan du Nord Chine         |                  |
|  | 4 | Pont de la Liberté             | 자유의 다리         | Frontière Corée du Nord - Corée du Sud |       | Treillis Acier   | Gyeongui Line Imjin       | 1953 | Kaesong - Paju 37° 53′ 27″ N, 126° 43′ 58,8″ E      | Hwanghae du Nord Corée du Sud | [ Note 1 ] [ 1 ] |
|  | 5 | Pont de Non-retour             | 돌아올 수 없는 다리 | Frontière Corée du Nord - Corée du Sud |       | Poutres Béton    | Sachon                    |      | Kaesong - Paju 37° 57′ 21,9″ N, 126° 40′ 13,2″ E    | Hwanghae du Nord Corée du Sud |                  |

## Grands ponts
Ce tableau présente les ouvrages ayant des portées supérieures à 100 m (liste non exhaustive) et les ponts de Pyongyang sur le Taedong.
|  |   | Nom                                   | Coréen       | Portée | Long. | Type                                                 | Voie portée Voie franchie                       | Date | Localisation                                                                                         | Province              | Ref.  |
|  | - | ------------------------------------- | ------------ | ------ | ----- | ---------------------------------------------------- | ----------------------------------------------- | ---- | --- | --------------------- | ----- |
|  |   | Nouveau pont du Yalou en construction | 신압록강대교 | 636    | 3020  | Haubané Tablier caisson acier, pylônes béton         | Yalou                                           | 2016 | Sinuiju - Dandong 40° 02′ 07,3″ N, 124° 22′ 09,1″ E                                                  | Pyongan du Nord Chine |       |
|  | 1 | Pont Chongnyu                         | 청류교       | 250    | 1075  | Haubané Pylônes béton, suspension axiale 100+250+100 | Tunnel de Chongryu Route de Munsu Taedong       | 1994 | Pyongyang - Île de Rungna Colline Moran - Fleuve Taedong 39° 02′ 35,7″ N, 125° 46′ 28,7″ E           | Pyongyang             | [ 2 ] |
|  | 2 | Pont d'Okryu                          | 옥류교       |        | 700   | Poutre-caisson Béton précontraint                    | Route de Mansudae Route de Tongdaewon Taedong   | 1930 | Pyongyang P'yŏngyang-Centre - Fleuve Taedong 39° 01′ 30,3″ N, 125° 45′ 40,3″ E                       | Pyongyang             |       |
|  | 3 | Pont de Yanggak                       | 양각교       |        |       | Poutres Acier                                        | Taedong                                         | 1905 | Pyongyang - Île de Yanggak P'yŏngyang-Centre - P'yŏngch'ŏn - Sŏn'gyo 38° 59′ 36″ N, 125° 44′ 46,2″ E | Pyongyang             |       |
|  | 4 | Pont de Rungna                        | 릉라교       |        | 1070  | Poutres Acier                                        | Tunnel de Kumnung Route de An Sang Teak Taedong | 1988 | Pyongyang - Île de Rungna P'yŏngyang-Centre - Fleuve Taedong 39° 02′ 02,2″ N, 125° 45′ 52,2″ E       | Pyongyang             |       |
|  | 5 | Pont du Taedong                       | 대동교       |        |       | Treillis Acier                                       | Taedong                                         | 1905 | Pyongyang P'yŏngyang-Centre - Fleuve Taedong - Sŏn'gyo 39° 00′ 43,8″ N, 125° 45′ 25,8″ E             | Pyongyang             |       |
|  | 6 | Pont Chungsong                        |              |        |       | Poutre-caisson Béton précontraint                    | Autoroute de Pyongyang-Kaesong AH1 Taedong      | 1983 | Pyongyang P'yŏngch'ŏn 38° 59′ 16,5″ N, 125° 43′ 16,1″ E                                              | Pyongyang             |       |